# Statens ämbetsverk på Åland
Statens ämbetsverk på Åland (finsk: Ahvenanmaan valtionvirasto) er den statslige myndighed, der repræsenterer og varetager den finske stats interesser i det selvstyrede landskab Åland. 
Både Statens embedsværk og Ålandsdelegationen har kontorer i Statens Ämbetshus i Mariehamn. Ålands landshövding leder embedsværket og delegationen.  
I 2010 blev lenene i Finland erstattet af regionale statsforvaltninger. På Ålandsøerne blev Ålands len erstattet af Statens ämbetsverk på Åland. På grund af landskabet Ålands selvstyre med et folkevalgt lagting og med egen landskabsregering, så har Statens embedsværk til dels andre opgaver end de tilsvarende regionsforvaltinger i Finland. 